# Rocks (album de Bertignac)
Pour les articles homonymes, voir Rock (homonymie).
Albums de Bertignac et les Visiteurs
Bertignac et les Visiteurs
(1987) Elle et Louis
(1993)
Rocks est le deuxième album de Bertignac et les Visiteurs sorti en 1990. L'album passe inaperçu à sa sortie, la maison de disque Virgin préférant les albums de l'ancien compère Jean-Louis Aubert en pleine ascension. 
Trois anciens membres du groupe Téléphone sont présents sur la chanson Qu'ils nous parlent.

## Liste des chansons
Paroles et musiques : Les Visiteurs.
1. Tout le monde ment (3 min 19 s)
2. Pas tous heureux (2 min 53 s)
3. Lou (3 min 50 s)
4. Quelqu'un pour quelqu'un (5 min 48 s)
5. Chérie & Charlie (3 min 30 s)
6. LMPBC - Elle n'aime pas beaucoup ça (4 min 10 s)
7. A ton réveil (5 min 29 s)
8. Je reste (3 min 32 s)
9. Qu'ils nous parlent (3 min 05 s)
10. Je ne veux plus t'attendre (5 min 20 s)
11. Mal à la tête (2 min 16 s)
12. Petit Louis et Valérie (4 min 28 s)

## Musiciens
- Louis Bertignac : Guitares, chant, percus, bruits étranges
- Corine Marienneau : Basse, chant, percus
- Nicolas Bravin : Guitares, Basse, chant, percus
- Hervé Verne : Batterie

Invités
- Laurent Vinges : guitare acoustique (7)
- Richard Kolinka : timbales (9)
- Jerry Lipkins : claviers (3, 6, 10)